# Anatoli Adoskin
Anatoli (Anatolie) Adoskin (în rusă Анатолий Михайлович Адоскин, n. 23 noiembrie 1927, Moscova, RSFS Rusă, URSS – d. 20 martie 2019, Moscova, Rusia) a fost un actor de film și teatru rus și sovietic. A primit premiul Artist al Poporului din Federația Rusă în 1996.

## Biografie
Anatoli Mihailovici Adoskin s-a născut la 23 noiembrie 1927 la Moscova.
A absolvit Teatrul Mossovet, clasa lui Iuri Zavadski, în 1948, apoi a fost invitat în trupa acestuia de teatru. În 1961, s-a alăturat trupei Teatrului Sovremennik. În 1965 a fost invitat la Teatrul Lenkom din Moscova, iar în 1968 a revenit la Teatrul Mossovet.
În cinematografie, Adoskin a debutat ca actor în 1955 — în filmul Dva kapitana (regizor Vladimir Vengerov).
Soția sa este Olga Georgievna Tarasova (născută în 1927), o balerină, coregrafă și profesoară, nepoata actriței Alla Tarasova. Au fost căsătoriți din 1944 până în ziua decesului artistului. Fiica lor, Maria, este profesoară de engleză. Adoskin a murit la 20 martie 2019 la Moscova la 92 de ani. Un serviciu memorial a avut loc la 23 martie la Teatrul Mossovet, după care actorul a fost îngropat în cimitirul Donskoi din Moscova.

## Filmografie (selecție)
- Dva kapitana (1955) - Valia Zhukov
- 1959 Ceasul s-a oprit la miezul nopții (Часы остановились в полночь / Ceasî ostonovilis v polnoci), regia Nikolai Figurovski
- Devchata (1961) - Dementiev[6]
- Sem starikov i odna devushka (1968) -  Anatoli Sidorov
- Bratya Karamazovy (1969) - magistrat
- Moscova-Cassiopeia (1973) - tatăl lui Pașa
- Otroki vo vselennoy (1974) - tatăl lui Pașa
- Bunicul siberian (1974)
- Lenin în Paris (1981)  - agitator-menșevic
- Pippi Șosețica (1984)  - director al teatrului de păpuși. Film bazat pe romanul Pippi Șosețica de Astrid Lindgren.
- Dom durakov (2002) - Fuko
- 4 (2004) - tatăl lui Oleg

## Premii
La 30 septembrie 1981, Adoskin a fost distins cu titlul de Artist Emerit (în rusă Заслуженный артист) al Republicii Sovietice Federative Socialiste Ruse. La 9 aprilie 1996, a primit premiul Artist al Poporului din Federația Rusă pentru marile sale realizări în domeniul artei. Pentru servicii excelente în dezvoltarea culturii și artei naționale și pentru mulți ani de activitate fructuoasă a primit Ordinul de Onoare (în rusă орден Почёта) al Federației Ruse la 24 aprilie 2008.